# Gele suikerbos
De gele suikerbos (Protea aurea  (Burm.f) Rourke, syn P. longifolia) is een plant uit het geslacht Protea die endemisch is in de provincie West-Kaap van Zuid-Afrika.
Er zijn twee ondersoorten P.a. aurea en de Potbergsuikerbos P.a. potbergensis. De laatste ondersoort komt alleen op de Potberg voor in het De Hoop natuurreservaat en heeft brede behaarde bladeren. Hij staat als gevoelig (NT) op de Zuid-Afrikaanse Rode Lijst. De andere ondersoort heeft gladde bladeren en komt algemeen voor op de kusthellingen van het zuidelijk gebergte van de West-Kaap, zoals de bergen van Bredasdorp, Kleinrivier en Riviersonderend en staat als niet bedreigd (LC) op de lijst.
De gele suikerbos is een struik of boompje tot 5 m hoog met ovale bladeren van 4-9 lengte. De bloemen zijn 9–12 cm lang met zijdeachtige rose tot romig gele schutbladeren